# 擬卵圓真綏蟎
擬卵圓真綏蟎（Euseius paraovalis）為植綏蟎科真綏蟎屬下的一個種。

## 物種描述
雌蟲背板（Dorsal shield）除足體中段之外具有明顯網狀紋路。背毛（setae）19對，柔順，除z5部分些微鋸齒。背板上可見六對孔（solenostomes），氣門溝（Peritreme）於延伸逾z2位置。胸板有三對綱毛。腹肛板成花瓶狀，上有三對肛前毛，每對毛旁皆有小孔。螯肢上動趾一齒，定趾三齒。受精囊成管狀。第四對足有三對刺毛，第二對足膝節有七對綱毛。
目前仍未知雄蟲型態。

## 分布及棲地
本種目前僅知分布於蘭嶼。

## 命名語源
本種因其外型類似卵圓真綏蟎而命名。